# Přísednice
Přísednice (mn. č., tedy: ty Přísednice, do Přísednic, v Přísednicích; lidová výslovnost Příšednice) jsou vesnice a část města Zbiroh v okrese Rokycany v Plzeňském kraji. Nachází se v údolí Zbirožského potoka asi tři kilometry severozápadně od Zbiroha. Prochází zde silnice II/235. Přísednice jsou také název katastrálního území o rozloze 1,7 km².

## Název
Název vesnice postupně prošel řadou obměn (v 16. století Přísečnice, v 17. století Přísetnice), od roku 1904 se užívá v nynější podobě.

## Historie
První písemná zmínka o vesnici, tehdy zvané Přísečná Lhota (villa Lhota videlicet Przieseczna), se nachází v tzv. Rožmberském urbáři z roku 1379. Ve feudálním období ves příslušela ke zbirožskému panství, vyjma malé části, která se v 16. století připomíná k Drahoňovu Újezdu.
Později se uvádí jako ves pustá, náležící k Drahoňovu Újezdu ve vlastnictví Vratislava z Mitrovic. Ten v roce 1585 ves prodal Ladislavovi st. z Lobkovic na Zbiroh. Roku 1670 se připomíná nad vsí "obora vlčí" do které se chytali vlci. Přísednice se může pyšnit rodákem, akademickým malířem Václavem Jedličkou (1862–1928), který pocházel ze starého mlynářského rodu Jedličků (16. století). Vystudoval akademii v Praze, Paříži a Antverpách. Byl žákem profesorů Seuqense a Čermáka. Na studiích se setkal s Alfonsem Muchou. Jeho četné obrazy jsou ve sbírkách muzea v Rokycanech, Zbirohu a Plzni.

## Obyvatelstvo
| Rok            | 1869 | 1880 | 1890 | 1900 | 1910 | 1921 | 1930 | 1950 | 1961 | 1970 | 1980 | 1991 | 2001 | 2011 | 2021 |
| -------------- | ---- | ---- | ---- | ---- | ---- | ---- | ---- | ---- | ---- | ---- | ---- | ---- | ---- | ---- | ---- |
| Počet obyvatel | 99   | 113  | 111  | 109  | 93   | 106  | 94   | 82   | 64   | 67   | 63   | 48   | 43   | 46   | 43   |
| Počet domů     | 17   | 19   | 20   | 21   | 20   | 22   | 25   | 31   | 31   | 27   | 27   | 35   | 35   | 34   | 35   |

## Obecní správa
Při sčítání lidu v letech 1869–1950 Přísednice byly samostatnou obcí, se kterým patřily nejprve do okresu Hořovice, ale v letech 1900–1950 v okrese Rokycany. V letech 1961–1980 byly částí obce Jablečno v okrese Rokycany. Od 1. dubna 1980 jsou částí města Zbiroh v okrese Rokycany. V letech 1869–1930 k obci patřilo Jablečno.